# Huh
Huh je drevno egipatsko božanstvo. Druga imena - Heh, Hah, Hauh.

## Stvaranje svemira
Osam bogova (oktoada) stvorilo je prvi život, prema svećenicima iz Hermopolisa. Prema memfiskoj mitologiji, to je bio Ptah, a prema drugom mitu bog  Sunca. Osam je bogova obitavalo u prvotnim vodama. To su bili Nun i Naunet, božanstva vode, Huh i Hauhet, božanstva beskraja i vječnosti koja će kasnije pomoći Šu da vječno drži nebo, Kek i Kauket, božanstva tame, te Amon i Amaunet, božanstva života i Sunca. Iz njihove udružene energije stvoreni su nebo i Zemlja.

## Huh i Šu
Šu je držao Nut, božicu neba, iznad Geb - Zemlje. Ali nije ju mogao vječno držati kako bi je razdvajao od Geba, njezinog supruga. Zato je za pomoć zamolio Huha koji je dao vječnost Šu i snagu da drži Nut. Postojala je i mogućnost da će Šu ipak popustiti, te da će jednoga dana svemir poplaviti ocean Nun.

## Vanjske poveznice
|  | Zajednički poslužitelj ima još gradiva o temi Huh |